# Molenberg (Zwalm)
De Molenberg is een straat en helling in Sint-Denijs-Boekel in de Vlaamse Ardennen in de Belgische provincie Oost-Vlaanderen.
De Molenberg is een smalle kasseiweg, ten zuidwesten van het dorpscentrum van Sint-Denijs-Boekel. De straat daalt af van Moldergem naar de Moldergem- of Boekelbeek en de weg Smarre op de grens met Sint-Maria-Horebeke. Aan de voet bevindt zich de Moldergemmolen. De kasseiweg werd in 1995 beschermd als monument. Parallel met de Molenberg loopt de Caildenberg.

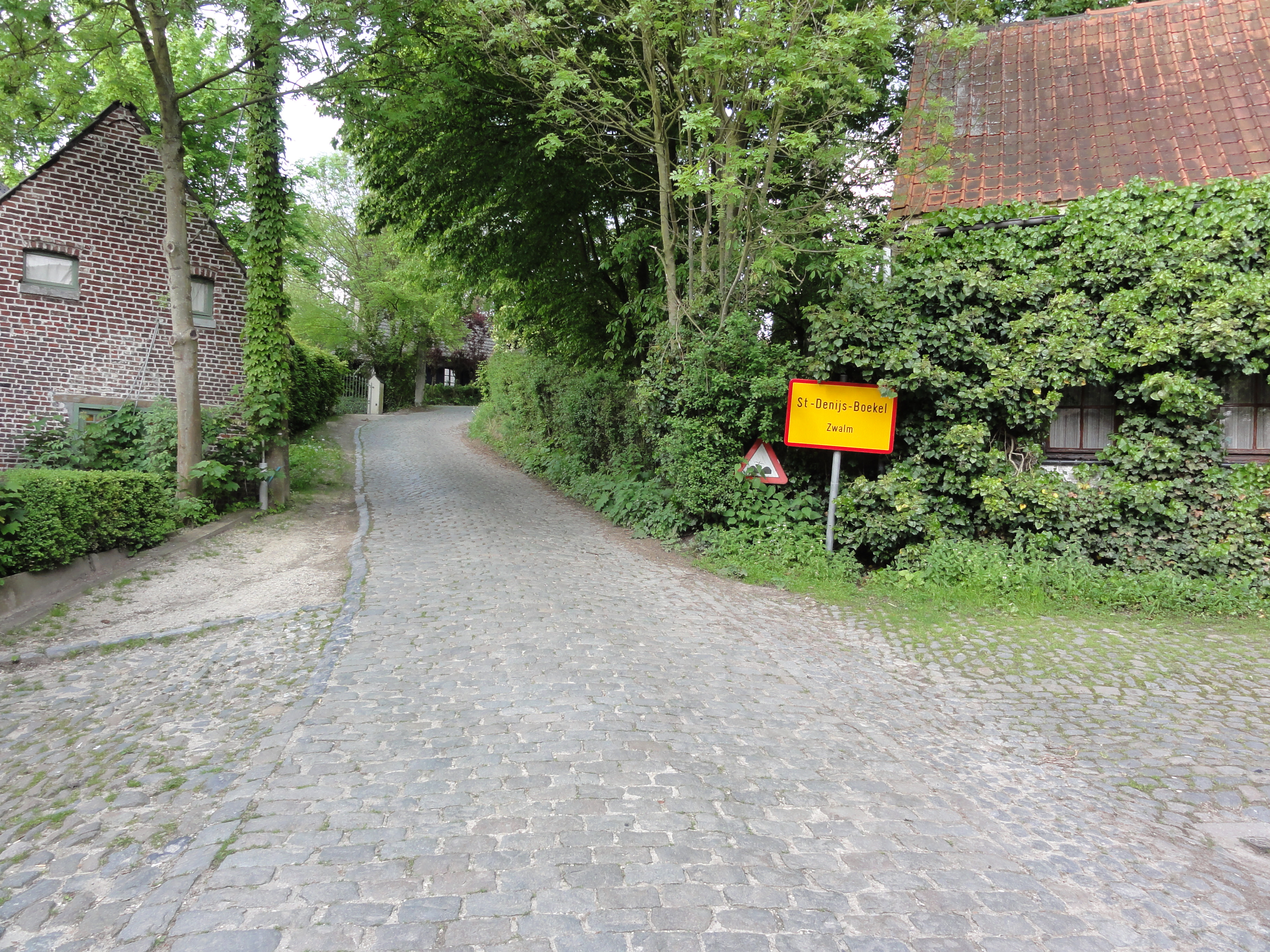
Molenberg

## Wielrennen

### Ronde van Vlaanderen
De Molenberg is vooral bekend door de wielerwedstrijd de Ronde van Vlaanderen. In totaal is de helling 39 maal beklommen (1983-2016, 2021-2025). Traditioneel was het de eerste of een van de eerste helling(en) waar de renners over moesten. Pas in latere edities van de Ronde kwam de helling verderop in het parcours te liggen. In 2021-2024 lag de helling tussen Wolvenberg en Marlboroughstraat. In 2025 ligt ze tussen Wolvenberg en Berendries. De helling heeft een gemiddeld stijgingspercentage van 7%. De top ligt op 56 m hoogte.

### Andere wielerkoersen
De Molenberg wordt ook regelmatig opgenomen in de Omloop Het Nieuwsblad. Daarnaast wordt de helling beklommen in Dwars door de Vlaamse Ardennen en de Internationale Junioren Driedaagse van Axel.

### Recreatieve routes
De helling is ook opgenomen in de gele lus van de recreatieve fietsroute Ronde van Vlaanderenroute.